# عزلة الزاهر (الجوف)

تعديل مصدري - تعديل

عزلة الزاهر هي إحدى عزل مديرية الزاهر في محافظة الجوف اليمنية ويبلغ تعداد سكانها 9244 نسمة حسب التعداد السكاني في اليمن لعام 2004.